# Камминга, Арно
Арно Камминга (нидерл. Arno Kamminga; род. 22 октября 1995, Катвейк, Южная Голландия) — нидерландский пловец, неоднократный призёр чемпионата Европы, чемпион Европы в 25-метровом бассейне. Специализируется на плавании брассом. Двукратный серебряный призёр Олимпийских игр 2020 в Токио.

## Биография
В смешанной эстафете 4×50 метров комплексным плаванием завоевал титул чемпиона Европы на чемпионате Европы 2017 года в Копенгагене.
В 25-метровом бассейне, на чемпионате Европы в декабре 2019 года, стал чемпионом на двух дистанциях брассом — 200 и 100 метров. На дистанции 50 метров завоевал бронзовую медаль, а в смешанном эстафетном заплыве комплексным плаванием его команда приплыла второй.
В мае 2021 года на чемпионате Европы, который состоялся в Венгрии в Будапеште, на дистанции 100 метров брассом завоевал серебряную медаль, показав время 58,10 секунды. На дистанции 200 метров брассом вновь стал вторым, проплыв за 2:07,35.